# ميكائيل ليكا
ميكائيل ليكا (بالفرنسية: Mickael Leca)‏ (4 يوليو 1994 - ) هو لاعب كرة قدم فرنسي في مركز الدفاع. لعب مع نادي أجاكسيو.

## روابط خارجية
- ميكائيل ليكا على موقع قاعدة بيانات كرة القدم.إي يو (الإنجليزية)
- ميكائيل ليكا على موقع Soccerway.com (الإنجليزية)